# VTV 2
VTV 2 est une chaîne de télévision thématique publique vietnamienne consacrée à la culture, appartenant à la compagnie nationale de télévision Télé-Viêt Nam (Đài Truyền hình Việt Nam).

## Histoire de la chaîne
Lancée le 1er janvier 1990, VTV 2 est destinée à la promotion de la culture et de l'éducation, thèmes chers au Parti communiste vietnamien. En effet, Vietnam Television est une émanation du ministère de l'information et de la communication et relève également du cabinet du Premier ministre et du Comité central du Parti communiste.
Diffusée à raison de quelques heures par jour à ses débuts, VTV2 passe à sept heures de programmes à l'aube de l'an 2000, et est désormais diffusée sans interruption.
À la suite du lancement de VTV 7 consacrée à l'éducation, VTV 2 se consacre exclusivement à la culture.

## Programme
VTV 2 diffuse chaque jour, en début d'après-midi et en direct, un court bulletin d'information en français. Cette initiative a été prise en 1993 et résultait d'un accord entre Canal France International et Télé-Viêt Nam. Ce journal télévisé, qui fait avant tout la synthèse de l'actualité politique, économique et culturelle du pays, est repris (en différé) sur VTV 1 et sur VTV 4.
Détails : Liste des émissions de Télé-Viêt Nam (vi).